# Vagón góndola
Góndola es un tipo de vagón descubierto que se utiliza para transportar materiales a granel sueltos. Debido a sus paredes laterales bajas, las góndolas también son adecuadas para el transporte de cargas de alta densidad como placas o bobinas de acero, o artículos voluminosos como secciones prefabricadas de vías férreas. Las góndolas se diferencian de los vagones tolva en que no tienen puertas en el piso para vaciar la carga. 

## Historia
Los primeros vagones de góndola en América del Norte se desarrollaron en la década de 1830 y se utilizaron principalmente para transportar carbón. Las primeras góndolas eran poco más que flatcar con lados de madera agregados, y generalmente eran pequeñas: 30 pies (9,14 m) o menos de largo, y 15 toneladas cortas (13,4 LT; 13,6 t) o menos en peso. Estos vagones no se usaban mucho al principio, ya que solo podían ser descargados por trabajadores que sacaban la carga a mano, un proceso lento y laborioso. Alrededor de la década de 1860 se desarrolló una solución para este problema con la góndola de fondo fabatible, que tenía escotillas instaladas en el piso que podían abrirse en un destino, y los trabajadores usaban palas para dirigir la carga hacia las escotillas. Esta fue una mejora con respecto a las góndolas anteriores, pero aún requería una descarga manual.
Después de la guerra civil estadounidense, los avances tecnológicos, especialmente el desarrollo del acero, permitieron diseños de góndolas nuevos y más grandes. Las nuevas góndolas construidas con costados y marcos de acero (aunque se retuvo la madera para el piso, ya que era flexible y económica de reemplazar) a menudo se construían con longitudes entre 40 y 50 pies (12,19 y 15,24 m), y aumentaron gradualmente en capacidad desde alrededor de 30 toneladas cortas (26,8 LT; 27,2 t) hasta 70 toneladas cortas (62,5 LT; 63,5 t) a principios o mediados del siglo XX. Se empezaron a construir góndolas para fines especializados; dependiendo de la carga prevista, las alturas laterale pueden variar desde solo 2 pies (0,61 m) para productos a granel como arena, a 6 pies (1,83 m) o más para cargas como tuberías, 10 pies (3,05 m), o más para cargas ligeras como astillas de madera (en). Las góndolas cubiertas también se desarrollaron para cargas que debían protegerse de los elementos, como alimentos y acero recién fabricado. A partir de las décadas de 1950 y 1960, las góndolas de paredes altas se utilizaron para carbón, gracias a la construcción de vagones más fuertes y la invención de los dúmperes giratorios(en), que permitieron que estas góndolas se vaciaran automáticamente.

## Góndolas de “bañera”

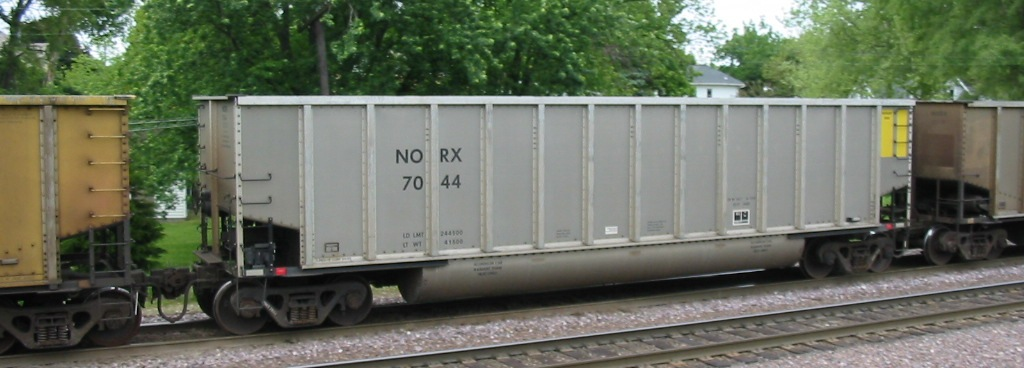
Una góndola bañera a su paso por Rochelle, Illinois, en 2005

En la segunda mitad del siglo XX, el transporte de carbón pasó de los vagones tolvas abiertos a las góndolas de lados altos. Usando una góndola, los ferrocarriles pueden transportar una mayor cantidad de carbón por vagón ya que las góndolas no incluyen el equipo necesario para la descarga. Sin embargo, dado que estos vagones no tienen escotillas para descargar los productos que se envían en ellos, los ferrocarriles deben usar volquetes de vagones giratorios (mecanismos que sujetan un vagón contra una sección corta de la vía mientras el vagón y la vía giran lentamente boca abajo para vaciar el vagón) u otros medios para vaciarlos. El término "bañera" se refiere a la forma de la góndola. 
En esta composición se requiere la góndola de carbón "Doble Rotativo". El "Doble Rotativo" se refiere a este vagón que tiene acopladores giratorios en ambos extremos en lugar de en un extremo.

## Vagón de acero en espiral
El vagón porta espirales es una góndola modificada diseñada específicamente para transportar acero en espiral.

## Góndolas de balasto

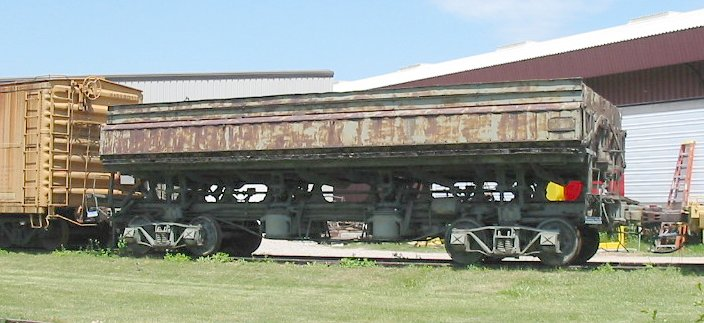
Una góndola de descarga lateral en exhibición en el Museo Nacional del Ferrocarril en

Las góndolas de balasto de vía transportan lastre. Estas góndolas son de volteo lateral.

## Camión o vagón de mina

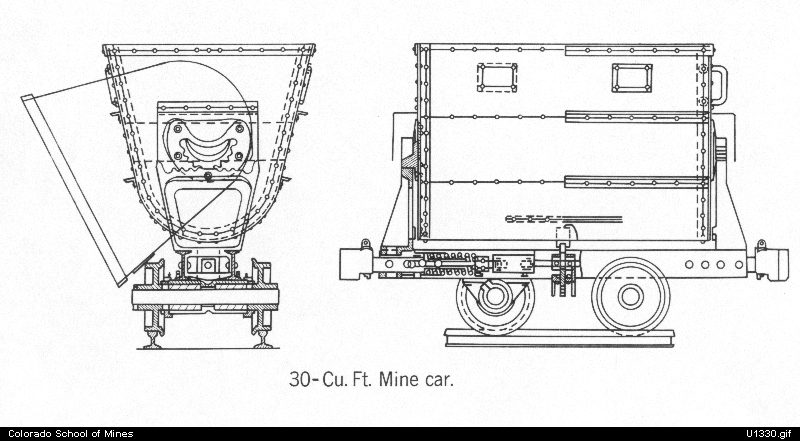
Un 30 cuft vagón minero, dibujo extraído del United States Bureau of Mines carro minero, dibujo de la Oficina de Minas de los Estados Unidos

Un vagón de ferrocarril abierto (góndola) con un canal basculante, que se encuentra a menudo en minas. Conocido en el Reino Unido como volquete o chaldron vagón y en los EE. UU. como automóvil.